# 藤原安親
藤原 安親（ふじわら の やすちか）は、平安時代中期の公卿。藤原北家山蔭流、摂津守・藤原中正の三男。一条天皇の大叔父。官位は正三位・参議。

## 経歴
朱雀上皇の蔵人を経て天暦7年（953年）に村上天皇の六位蔵人に補され、天徳元年（957年）に36歳で従五位下に叙爵されて、父・中正も歴任した摂津守に任ぜられる。
応和2年（962年）治国の功労により従五位上に叙せられるとともに、大和守として引き続き地方官を務める。安和元年（968年）正五位下・左衛門佐に叙任されて京官に転じる。翌安和2年（969年）安和の変発生後の閏5月に皇太子・守平親王の春宮権大進に任ぜられ、同年9月に守平親王が即位（円融天皇）すると、大進の功労によって従四位下に昇叙された。
円融朝では相模守・伊勢守と再び地方官を歴任する。永観2年（984年）花山天皇の即位に伴って、妹・時姫の孫である懐仁親王が皇太子に立てられると、安親は春宮亮に任ぜられる。寛和元年（985年）従四位上。
寛和2年（986年）寛和の変の結果、花山天皇が退位して懐仁親王は即位（一条天皇）すると、義弟の摂政・藤原兼家の引き立てにより、安親は新帝の外戚として兼家の子息たちに次ぐ昇進を遂げ、同年正四位上・蔵人頭に叙任されると、翌永延元年（987年）に参議に任ぜられ公卿に列した。その後も、永延3年（989年）従三位に昇進し、正暦2年（991年）正三位に至る。
長徳2年（996年）3月5日薨去。享年75。最終官位は参議正三位修理権大夫。
『うつほ物語』研究者の中野幸一は、当物語の作者の人物像と安親の経歴が類似しており、天元元年（978年）の姪の藤原詮子の円融天皇への入内をきっかけに、この作品を著した可能性を指摘している。

## 官歴
『公卿補任』による。
- 天慶8年（945年） 3月：木工少允（陽成院御給。昇殿労）
- 天暦年間：朱雀院蔵人
- 天暦7年（953年） 閏正月4日：内蔵人。9月：主殿権助
- 天暦10年（956年） 正月：式部少丞
- 天暦11年（957年） 正月7日：従五位下（蔵人）。正月27日：摂津守
- 天徳2年（958年） 11月29日：昇殿（村上天皇）
- 応和元年（961年） 10月13日：民部少輔
- 応和2年（962年） 正月7日：従五位上（治国労）。8月28日：大和守。9月16日：昇殿。10月1日：次侍従
- 康保4年（967年） 5月：止昇殿（村上天皇崩御）。11月：東宮昇殿（東宮：守平親王）
- 康保5年（968年） 正月13日：左衛門佐兼検非違使佐。正月15日：昇殿（冷泉天皇）。11月14日：播磨少掾（子息清通譲之）。11月23日：正五位下（大嘗会主基）
- 安和2年（969年） 閏5月21日：春宮権大進。9月23日：従四位下（円融天皇即位。春宮大進労）。10月19日：相模守（治国）
- 天禄3年（972年） 正月24日：伊勢守（受領）
- 天元3年（980年） 正月13日：昇殿（円融天皇）
- 永観2年（984年） 8月27日：春宮亮（春宮：懐仁親王）
- 寛和元年（985年） 日付不詳：昇殿（花山天皇）。12月24日：従四位上（治国）
- 寛和2年（986年） 6月23日：蔵人頭（一条天皇即位）。7月5日：修理権大夫。7月23日：正四位上（越階。春宮亮労）
- 永延元年（987年） 11月11日：参議、修理権大夫如元
- 時期不詳：兼備前権守
- 永延3年（989年） 4月5日：従三位（春日行幸行事賞）
- 正暦2年（991年） 正月7日：正三位（臨時）
- 正暦3年（992年） 正月20日：勅授帯剣
- 正暦4年（993年） 日付不詳：兼備前守
- 長徳2年（996年） 3月5日：薨去（参議正三位修理権大夫）

## 系譜
『尊卑分脈』による。
- 父：藤原中正
- 母：源友貞の娘（光孝源氏出身）
- 妻：藤原清兼の娘
  - 男子：藤原為盛（?-1029）
- 妻：藤原道明の娘
  - 男子：藤原守仁
- 妻：藤原正倫の娘
  - 男子：藤原時清
  - 男子：藤原茂秀（または茂季）
  - 男子：藤原兼清
- 生母不明：
  - 男子：藤原清通
  - 男子：藤原陳政
  - 男子：藤原季随
  - 男子：藤原成忠
  - 男子：正雅
  - 女子：源時中室（?-1006）
  - 女子：藤原相如室
  - 女子：藤原登朝室